# Pilton (Somerset)
Pour les articles homonymes, voir Pilton.
Pilton est une paroisse civile et un village du Somerset, en Angleterre. Depuis 1970 le Glastonbury Festival s'y déroule chaque année.